# Kreis Marcali
Der Kreis Marcali (ungarisch Marcali járás) ist ein Kreis im Nordwesten des südwestungarischen Komitats Somogy. Er grenzt im Westen an den Kreis Fonyód, im Südosten an den Kreis Kaposvár, im Süden an den Kreis Nagyatád und im Südwesten an den Kreis Csurgó. Im Osten grenzt er an den Kreis Nagykanizsa und im Norden an den Kreis Keszthely (beide vom Komitat Zala). Die Grenze zu letzterem verläuft über dem Plattensee (ungarisch Balaton).

## Geschichte
Der Kreis ging zur ungarischen Verwaltungsreform Anfang 2013 nahezu unverändert als Nachfolger des gleichnamigen Kleingebiets (ungarisch Marcali kistérség) hervor. Lediglich die Gemeinde Somogyfajsz wurde an den Kreis Kaposvár im Süden abgegeben.

## Gemeindeübersicht
Der Kreis Marcali hat eine durchschnittliche Gemeindegröße von 912 Einwohnern auf einer Fläche von 24,44 Quadratkilometern. Die Bevölkerungsdichte des zweitgrößten Kreises liegt unter dem Komitatswert (51 Einwohner/km²). Der Kreissitz befindet sich in der einzigen Stadt, Marcali, im Zentrum des Kreises gelegen.
| 37 Gemeinden       | Status   | Herkunft Kleingebiet | Einwohnerzahl | Einwohnerzahl | Einwohnerzahl | Fläche (km²) | Bevölkerungs- dichte (Ew./km²) |
| 37 Gemeinden       | Status   | Herkunft Kleingebiet | 01.10.2011    | 01.01.2013    | 01.01.2016    | 01.01.2016   | Bevölkerungs- dichte (Ew./km²) |
| ------------------ | -------- | -------------------- | ------------- | ------------- | ------------- | ------------ | ------------------------------ |
| Balatonberény      | Gemeinde | Marcali              | 1.116         | 1.091         | 1.087         | 26,09        | 41,7                           |
| Balatonkeresztúr   | Gemeinde | Marcali              | 1.569         | 1.605         | 1.471         | 21,06        | 69,8                           |
| Balatonmáriafürdő  | Gemeinde | Marcali              | 643           | 691           | 694           | 26,77        | 25,9                           |
| Balatonszentgyörgy | Gemeinde | Marcali              | 1.628         | 1.614         | 1.556         | 23,68        | 65,7                           |
| Balatonújlak       | Gemeinde | Marcali              | 469           | 503           | 458           | 10,81        | 42,4                           |
| Böhönye            | Gemeinde | Marcali              | 2.328         | 2.380         | 2.254         | 64,17        | 35,1                           |
| Csákány            | Gemeinde | Marcali              | 238           | 227           | 234           | 16,09        | 14,5                           |
| Csömend            | Gemeinde | Marcali              | 294           | 303           | 293           | 8,66         | 33,8                           |
| Főnyed             | Gemeinde | Marcali              | 82            | 78            | 75            | 5,73         | 13,1                           |
| Gadány             | Gemeinde | Marcali              | 345           | 341           | 315           | 19,70        | 16,0                           |
| Hollád             | Gemeinde | Marcali              | 237           | 235           | 214           | 8,20         | 26,1                           |
| Hosszúvíz          | Gemeinde | Marcali              | 45            | 46            | 46            | 7,10         | 6,5                            |
| Kelevíz            | Gemeinde | Marcali              | 316           | 315           | 325           | 4,91         | 66,2                           |
| Kéthely            | Gemeinde | Marcali              | 2.263         | 2.299         | 2.280         | 49,06        | 46,5                           |
| Libickozma         | Gemeinde | Marcali              | 27            | 31            | 28            | 22,97        | 1,2                            |
| Marcali            | Stadt    | Marcali              | 11.736        | 11.733        | 11.352        | 104,40       | 108,7                          |
| Mesztegnyő         | Gemeinde | Marcali              | 1.312         | 1.384         | 1.369         | 44,71        | 30,6                           |
| Nagyszakácsi       | Gemeinde | Marcali              | 407           | 423           | 414           | 21,37        | 19,4                           |
| Nemesdéd           | Gemeinde | Marcali              | 737           | 739           | 730           | 26,61        | 27,4                           |
| Nemeskisfalud      | Gemeinde | Marcali              | 124           | 146           | 175           | 2,82         | 62,1                           |
| Nemesvid           | Gemeinde | Marcali              | 775           | 757           | 722           | 18,38        | 39,3                           |
| Nikla              | Gemeinde | Marcali              | 717           | 746           | 708           | 23,35        | 30,3                           |
| Pusztakovácsi      | Gemeinde | Marcali              | 843           | 868           | 847           | 43,38        | 19,5                           |
| Sávoly             | Gemeinde | Marcali              | 495           | 541           | 521           | 26,84        | 19,4                           |
| Somogysámson       | Gemeinde | Marcali              | 748           | 752           | 721           | 21,77        | 33,1                           |
| Somogysimonyi      | Gemeinde | Marcali              | 78            | 91            | 89            | 15,82        | 5,6                            |
| Somogyszentpál     | Gemeinde | Marcali              | 788           | 797           | 800           | 28,96        | 27,6                           |
| Somogyzsitfa       | Gemeinde | Marcali              | 792           | 577           | 582           | 27,22        | 21,4                           |
| Szegerdő           | Gemeinde | Marcali              | 210           | 215           | 212           | 5,46         | 38,8                           |
| Szenyér            | Gemeinde | Marcali              | 299           | 302           | 318           | 20,19        | 15,8                           |
| Szőkedencs         | Gemeinde | Marcali              | 251           | 249           | 245           | 18,69        | 13,1                           |
| Tapsony            | Gemeinde | Marcali              | 729           | 743           | 723           | 31,61        | 22,9                           |
| Táska              | Gemeinde | Marcali              | 402           | 412           | 394           | 25,98        | 15,2                           |
| Tikos              | Gemeinde | Marcali              | 113           | 130           | 115           | 3,35         | 34,3                           |
| Varászló           | Gemeinde | Marcali              | 147           | 153           | 151           | 12,76        | 11,8                           |
| Vése               | Gemeinde | Marcali              | 757           | 758           | 743           | 42,92        | 17,3                           |
| Vörs               | Gemeinde | Marcali              | 412           | 459           | 489           | 22,65        | 21,6                           |
| Kreis Marcali      |          |                      | 34.472        | 34.734        | 33.750        | 904,24       | 37,3                           |